# بيت مساعد (بني حشيش)

تعديل مصدري - تعديل

بيت مساعد هي إحدى قرى عزلة رجام بمديرية بني حشيش التابعة لمحافظة صنعاء، بلغ تعداد سكانها 493 نسمة حسب تعداد اليمن لعام 2004.